# Tamantashar Yom
Tamantashar Yom (àrab: ١٨ يوم, ṯamāniyata ʿaxara yawm; àrab egipci: ١٨ يوم, tamantāxar yom), comercialitzada com a 18 Days, és una pel·lícula egípcia d'antologia centrada en els divuit dies de la revolució egípcia de 2011. Es va estrenar al 64è Festival Internacional de Cinema de Canes.
Un grup de deu directors, una vintena d'actors, sis escriptors, vuit directors de fotografia, vuit enginyers de so, cinc escenògrafs, tres dissenyadors de vestuari, set muntadors, tres companyies de postproducció i una desena de tècnics han acceptat actuar ràpidament i rodar, sense pressupost i amb caràcter voluntari, deu curtmetratges sobre la revolució del 25 de gener a Egipte. Deu històries que han viscut, escoltat o imaginat.
Tota la recaptació d'aquesta pel·lícula es destinarà a organitzar combois per oferir educació política i cívica als pobles d'Egipte.
Els deu curtmetratges són:
- Retention, de Sherif Arafa
- God’s Creation, de Kamla Abou Zikri
- 19-19, de Marwan Hamed
- When the Flood Hits You…, de Mohamed Ali
- Curfew, de Sherif El Bendary
- Revolution Cookies, de Khaled Marei
- Tahrir 2/2, de Mariam Abou Ouf
- Window, d’Ahmad Abdalla
- Interior/Exterior, de Yousry Nasrallah
- Ashraf Seberto, d’Ahmad Alaa